# Aszock
Aszock – wieś w Armenii, w prowincji Szirak. W 2011 roku liczyła 2132 mieszkańców.